# Dipendenza da cannabis
La dipendenza da cannabis o disturbo da uso di cannabis è definito nella quinta revisione del Manuale Diagnostico e Statistico dei Disturbi Mentali (DSM-5) come l'incapacità o la non volontà di un soggetto di interrompere l'uso continuato di cannabis, nonostante ciò comporti una compromissione clinicamente significativa.
Secondo il NIDA (National Institute of Drug Abuse, l’ente statunitense per lo studio degli effetti degli stupefacenti), circa il 9% degli individui che utilizzano per la prima volta cannabis ne diventeranno dipendenti, la percentuale si alza al 17% per chi inizia da adolescente e ancora di più dal 25 al 50% per chi la consuma giornalmente.
Ad oggi, non esistono farmaci approvati specificatamente per il trattamento del disturbo e l'approccio terapeutico è prevalentemente di tipo psicologico.

## Epidemiologia
La cannabis è una delle sostanze stupefacenti più diffuse al mondo. Si stima che il 49% dei cittadini degli Stati Uniti e il 34,8% degli australiani dai 14 anni in su, ne abbiano fatto uso almeno una volta nella loro vita.
Negli Stati Uniti, l'adulto medio che necessita di trattamenti ha consumato la cannabis per un tempo di circa 10 anni quasi quotidianamente e ha tentato attivamente di smettere sei o più volte. La domanda di trattamento per il disturbo da uso di cannabis è aumentato a livello internazionale dal 1995 al 2002 e ha subito un'ulteriore impennata negli ultimi anni, in particolare in Europa e Stati Uniti.
Secondo il rapporto della Commissione Europea, solo "nel 2006, su un totale di 390 000 domande di trattamento (per abuso e dipendenza da sostanze, ndr), la cannabis costituiva il gruppo più numeroso (28 %) dopo i consumatori di eroina (34%)" prosegue inoltre "[...] è segnalata come sostanza principale da più del 30% dei pazienti in terapia in Francia, Ungheria e Paesi Bassi". Secondo questo rapporto i soggetti maggiormente dipendenti sarebbero uomini con una età media di 24 anni.
Negli Stati Uniti, a partire dal 2013, la cannabis è segnalata come la sostanza illecita più comunemente utilizzata da persone che entrano in un percorso di riabilitazione; solo il 16% dei consumatori si è recato in queste strutture autonomamente o sotto il consiglio della famiglia e gli amici. Simili tendenze si stanno riscontrando anche nel resto del mondo.

## Diagnosi e sintomi
I disturbi da uso di cannabis sono riconosciuti nel Manuale diagnostico e statistico dei disturbi mentali che nella quinta versione (DSM-5) raccoglie l'abuso e la dipendenza all'interno di un unico fenomeno definito per l'appunto "Disturbo da uso di Cannabis". Il disturbo può venire quindi diagnosticato nel corso di una valutazione psichiatrica attraverso delle interviste (anche sotto forma di questionario che il paziente può compilare autonomamente) standardizzati.
Secondo il National Cannabis Prevention and Information Centre in Australia, un comportamento osservabile e indicatore di disturbo da utilizzo di cannabis è un aumento del tempo che la persona spende nel ricercare, nel consumare, nel parlare di cannabis anche attuando comportamenti insoliti o diventando nervoso/ostile se non riesce a soddisfare il bisogno della sostanza.
Nei casi più gravi, il disturbo può ledere profondamente la vita del soggetto generando problemi interpersonali e professionali. Il consumo di cannabis può essere inoltre associato a problemi di salute mentale come disturbi dell'umore e della personalità, manifestazioni psicotiche e d'ansia  che possono compromettere la normale capacità di giudizio e autocontrollo. I soggetti potrebbero non riconoscere il problema o qualora ne fossero consapevoli potrebbero comunque non riuscire a cessarne l'utilizzo, pur percependone rischi e conseguenze.

### Sintomi d'astinenza
La sospensione di un utilizzo cronico di cannabis può associarsi a sintomi d'astinenza in circa il 42% dei soggetti. Anche se non medicalmente gravi, i sintomi di astinenza possono includere disforia (ansia, irritabilità, depressione, irrequietezza), disturbi del sonno (compreso rebound del sonno REM), sintomi gastrointestinali e diminuzione dell'appetito. La maggior parte dei sintomi tendono ad iniziare durante la prima settimana di astinenza e tendono risolversi nel giro di poche settimane.
Georgotas & Zeidenberg (1979) hanno condotto un esperimento in cui hanno somministrato una dose media giornaliera di 210 mg di tetraidrocannabinolo (THC), principio attivo della cannabis responsabile dei suoi effetti psicologici, ad un gruppo di volontari durante un periodo di 4 settimane. Dopo l'interruzione della somministrazione del principio attivo, i soggetti sono stati ritenuti "irritabili, non cooperativi, resistenti e talvolta ostili", e molti dei pazienti hanno sofferto di insonnia. Questi effetti sono probabilmente dovuti all'interruzione dal farmaco e sono perdurati per circa 3 settimane dopo l'esperimento.

## Cause e caratteristiche
La dipendenza è dovuta ad alterazioni del funzionamento e della regolazione di sistemi biologici in risposta all'utilizzo prolungato di una sostanza. Queste alterazioni si localizzano sia a livello del sistema nervoso centrale che nel resto dell’organismo.
La dipendenza è il risultato di due componenti:
- quella di tipo fisico, che è la responsabile dei sintomi fisici di astinenza ed è dovuta sia al progressivo adattamento dei sistemi metabolici dell’organismo alle sostanze introdotte sia ad alterazioni a livello centrale;
- quella di tipo psicologico, che è invece dovuta sia a fattori comportamentali (cioè il piacere che il soggetto ricava dal rituale del fumare ed il contesto in cui ciò avviene) che biologici tra i quali l’iperstimolazione dei centri di ricompensa del cervello (responsabili del desiderio della sostanza).

La dipendenza di tipo fisico si risolve autonomamente in pochi giorni ed è generalmente più semplice da trattare, specie nel caso della cannabis; quella di tipo psicologico (craving) è invece più significativa e può richiedere maggiore impegno da parte del soggetto e un trattamento specializzato prolungato.
| Sostanza       | Dipendenza totale | Piacevolezza | Dipendenza psicologica | Dipendenza fisica |
| -------------- | ----------------- | ------------ | ---------------------- | ----------------- |
| Eroina         | 3.00              | 3.0          | 2.6                    | 3.0               |
| Cocaina        | 2.39              | 3.0          | 3.0                    | 1.3               |
| Tabacco        | 2.21              | 2.3          | 2.8                    | 1.8               |
| Barbiturici    | 2.01              | 2.0          | 2.2                    | 1.8               |
| Alcool         | 1.93              | 2.3          | 1.9                    | 1.6               |
| Benzodiazepine | 1.83              | 1.7          | 2.1                    | 1.8               |
| Amfetamine     | 1.67              | 2.0          | 1.9                    | 1.1               |
| Cannabis       | 1.51              | 1.9          | 1.7                    | 0.8               |
| MDMA           | 1.13              | 1.5          | 1.2                    | 0.7               |

Gli studi mostrano che la probabilità di divenire dipendenti da cannabis è complessivamente simile a quella di diventare dipendenti da amfetamine, tuttavia minore di quella di altre sostanze d'abuso (come compresi alcol e tabacco) e le benzodiazepine.

### Fattori di rischio e meccanismo
La probabilità di divenire dipendenti da cannabis è correlata positivamente a diversi fattori quali frequenza di utilizzo (un utilizzatore saltuario ha meno probabilità rispetto a chi la usa più volte al giorno), potenza della cannabis (maggiore è concentrazione di THC e maggiore è la capacità di creare dipendenza), tempo complessivo di utilizzo (un nuovo consumatore ha meno probabilità rispetto a un utilizzatore prolungato).
Anche l'età dell'utilizzatore gioca un ruolo fondamentale nello sviluppo del disturbo: i soggetti più giovani, specie gli adolescenti, sono un gruppo ad alto rischio. L'utilizzo in questa fascia di età può avere ripercussioni anche gravi sullo sviluppo cerebrale predisponendo il soggetto a fenomeni di dipendenza, andando potenzialmente a ledere le capacità cognitive ed influendo negativamente sullo sviluppo di depressione e ansia, con effetti che si presentano non solo in età giovanile ma che persistono (anche a seguito della sospensione) anche nell'età adulta.
L'uso prolungato della cannabis induce sia cambiamenti farmacocinetici (di assorbimento, distribuzione, metabolismo ed escrezione) che cambiamenti farmacodinamici (dell'interazione con le cellule bersaglio). Queste alterazioni sono alla base dei fenomeni di tolleranza (oltre che di dipendenza) e sono sinergici, fanno cioè si che il consumatore necessiti di assumere la sostanza più frequentemente per superare la clearance accelerata (i sistemi metabolici arrivano ad eliminare in modo più efficiente il farmaco) e assumerne dosi maggiori per ottenere l'effetto ricercato (per la minore sensibilità dei recettori cannabinoidi nel cervello).
Da uno studio condotto in Australia, emerge che anche una serie di fattori sociali e psicologici sono direttamente fattori correlati ad un maggiore rischio di sviluppare un disturbo da uso di cannabis: utilizzo frequente in giovane età; difficile contesto sociale e familiare; sofferenza emotiva; cattive condizioni economiche; abbandono scolastico; affiliazione con i coetanei che utilizzano sostanze illecite; allontanamento da casa in età precoce; fumo e alcol; facilità di reperimento della cannabis. I ricercatori concludono inoltre che esistono prove evidenti che l'uso precoce della cannabis rappresenta un fattore predittivo della successiva dipendenza e che la predisposizione genetica svolge un ruolo nella tendenza all'uso massiccio della cannabis.
Infine, le proprietà sedative e ansiolitiche del THC in alcuni consumatori potrebbero sfociare nel tentativo di auto-medicare i disturbi psichiatrici o della personalità con questa sostanza, che potrebbe condurre a sua volta a fenomeni di dipendenza.

### Gruppi ad alto rischio
Da uno studio australiano alcuni gruppi sono risultati ad alto rischio di sviluppo di dipendenza da cannabis: gli aborigeni e gli abitanti delle isole dello Stretto di Torres (in Australia) e le persone che hanno problemi di salute mentale.

## Terapia
Ad oggi, non è stato trovato alcun farmaco chiaramente efficace per il trattamento del disturbo da uso di cannabis al 2019 ed il trattamento prevede un approccio prevalentemente di tipo psicoterapeutico, di supporto e approcci ambientali. Tuttavia, numerosi farmaci sono stati sperimentati ed hanno mostrato effetti per il trattamento di altre comorbità psichiatriche associate alla dipendenza ed ai sintomi di astinenza.
Le opzioni di trattamento per la dipendenza da cannabis sono meno rispetto a quelle per la dipendenza da oppiacei o da alcool. La maggior parte degli utenti che cercano aiuto per un disturbo da uso di cannabis lo fa attraverso il medico di famiglia piuttosto che nei centri per il trattamento degli abusi di stupefacenti. Le ricerche riguardanti gli ostacoli nella terapia della dipendenza da cannabis citano spesso la mancanza di interesse per il trattamento, la mancanza di motivazione, la mancanza di strutture, i costi associati al trattamento e le difficoltà a soddisfare i criteri di ammissibilità nel programma.

### Terapia psicologica
La terapia psicologica include la psicoterapia cognitivo-comportamentale (CBT), la terapia motivazionale, la gestione della contingenza (CM), la psicoterapia espressiva (SEP), gli interventi sulla famiglia e i programmi a dodici passi.
Programmi come Marijuana Anonimi, creati sul modello di Alcolisti Anonimi e Narcotici Anonimi, hanno mostrato pochi effetti benefici sulla riduzione del consumo di cannabinoidi. Nel 2006 l'iniziativa Wisconsin Initiative to Promote Healthy Lifestyles, che promuove uno stile di vita sano, ha ideato un programma che aiuta i medici a identificare e affrontare problemi relativi all'uso della marijuana nei pazienti.

### Terapia farmacologica
Al 2019 non esistono farmaci approvati specificatamente nel trattamento dell'abuso di cannabis; la ricerca è focalizzata su tre approcci: agonisti e antagonisti dei recettori endocannabinoidi e modulazione di altri sistemi di neurotrasmettitori.
Il dronabinolo è un esempio di agonista che in alcuni casi ha ridotto i sintomi della sospensione e riduzione dell'uso della cannabis, imitando gli effetti dei cannabinoidi sul cervello e rappresentando perciò l’equivalente del metadone nella dipendenza oppiacei.
Il buspirone è una probabile promessa per il trattamento della dipendenza: negli esperimenti ha mostrato di ridurre il desiderio, l'irritabilità e i sintomi depressivi.  Anche l'acetilcisteina (NAC), un derivato aminoacidico, in opportuni dosaggi, si è dimostrata in grado di mitigare il desiderio di cannabis, probabilmente attraverso un meccanismo epigenetici.  Altre sperimentazioni hanno riguardato la modulazione del sistema della ricompensa: un piccolo studio ha dimostrato che entacapone è in grado di diminuire il desiderio di canna bis senza significativi effetti collaterali.
Il divalproex, un altro farmaco indirizzato al sistema endocannabinoide, in seguito a degli studi si è dimostrato scarsamente tollerato e non ha mostrato una significativa riduzione dell'uso di cannabis. L'atomoxetina non ha mostrato cambiamenti significativi nell'uso di cannabis e la maggior parte dei pazienti ha presentato reazioni avverse.
I sintomi depressivi, di ansia per la ricerca ossessiva della sostanza, possono poi essere trattati con altri farmaci comunemente utilizzati allo scopo come gli SSRI.

### Ricerca
La Columbia University, in collaborazione con l'Istituto Nazionale per l'abuso di droga (NIDA), ha intrapreso uno studio clinico che analizza gli effetti della combinazione dei farmaci sulla dipendenza da cannabis, per vedere se l'effetto della lofexidina in combinazione con il dronabinolo è superiore al placebo nel ridurre l'uso della cannabis. Uomini e donne di età compresa tra i 18 e i 60 anni che soddisfacevano i criteri per la dipendenza da marijuana sono stati iscritti ai test di 12 settimane che è iniziato nel gennaio 2010.